# Linha do Funchal a Câmara de Lobos
A Linha do Funchal a Câmara de Lobos foi uma linha férrea planeada, mas nunca construída, que ligaria as cidades do Funchal e Câmara de Lobos, na Ilha da Madeira, em Portugal.

## História
Em 1 de Dezembro de 1893, a Gazeta dos Caminhos de Ferro noticiou que estava a ser planeada uma linha do tipo americano, do Funchal a Câmara de Lobos.